# El Ghomri
El Ghomri (în arabă الغمري) este o comună din provincia Provincia Mascara, Algeria.
Populația comunei este de 10.043 locuitori (2008).